# Malá Lučivná

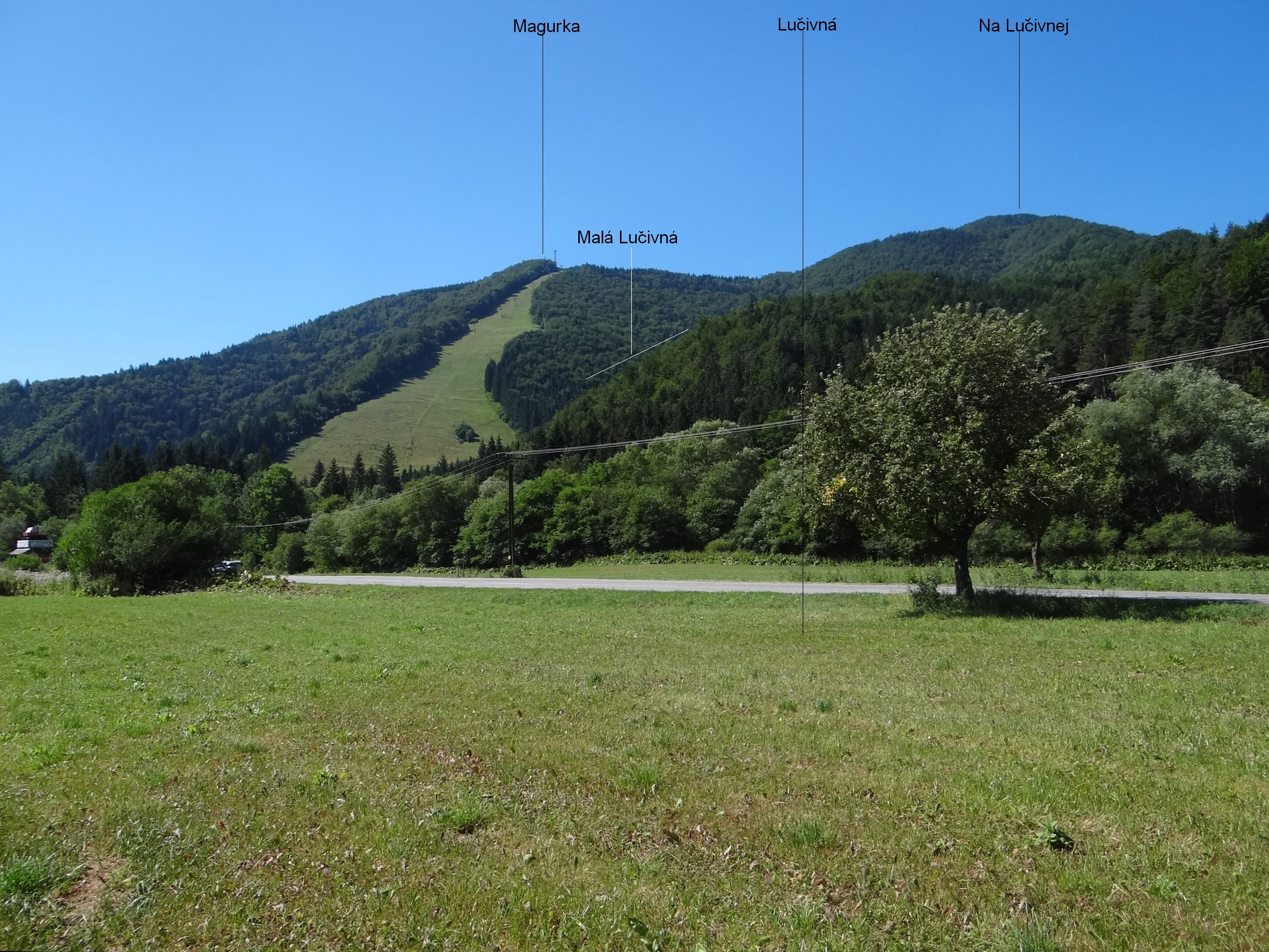
Widok z polany Lučivná

Malá Lučivná – dolina Małej Fatry, przysiółek oraz niewielki ośrodek narciarski w północnej Słowacji.
Dolina  Malá Lučivná znajduje się na bocznym pasmie Małej Fatry Krywańskiej, które od przełęczy Medziholie poprzez Osnicę, Strungový príslop, 
Magurę i Magurkę biegnie w południowo-wschodnim kierunku do doliny rzeki Orawa.  Malá Lučivná wcina się w północno-wschodnie zbocza tego pasma, opadając spomiędzy szczytów Magury (1260 m) i Magurki (1007 m) ku północnemu wschodowi, do doliny potoku Zázrivka. Podczas II wojny światowej była siedzibą oddziału partyzanckiego.
Przysiółek Malá Lučivná, położony u wylotu doliny Malá Lučivná, należy do odległej o 3 km miejscowości Párnica. Liczy zaledwie kilkanaście domów. Dojeżdża się do niego szosą  Párnica – Terchová (droga nr 583), przy kamieniołomie skręcając na lewo w boczną drogę przekraczającą mostkiem potok  Zázrivka. W czasie słowackiego powstania narodowego jesienią 1944 r. toczyły się w jego okolicy zacięte boje, które przypomina okolicznościowy pomnik.
Ośrodek narciarski  Malá Lučivná dysponuje 1 koleją krzesełkową z dwuosobowymi krzesełkami, 5 wyciągami orczykowymi i wyciągiem dziecięcym, przy których wytyczono trasy zjazdowe trudne, średnio trudne i łatwe. Kolej krzesełkowa ma długość 1373 m i pokonuje różnicę wysokości 504 m. W pobliżu dolnej stacji kolei krzesełkowej działają dwa hotele turystyczne, oferujące miejsca noclegowe dla turystów i narciarzy. W ośrodku jest pogotowie górskie, wypożyczalnia i serwis sprzętu narciarskiego, bufet i restauracja, sklep, parking. Ponadto jest 3,5 km trasa narciarstwa biegowego i możliwość uprawiania turystyki narciarskiej na znakowanych szlakach turystycznych.